# Žekovec
Žekovec je potok, ki se kot levi pritok v bližini naselja Blanca izliva v reko Savo.